# Ulotingis
Ulotingis is een geslacht van wantsen uit de familie van de Tingidae (Netwantsen). Het geslacht werd voor het eerst wetenschappelijk beschreven door Drake & Hambleton in 1935.

## Soorten
Het genus bevat de volgende soorten:

- Ulotingis brasiliensis (Drake, 1922)
- Ulotingis decor Drake & Hambleton, 1935
- Ulotingis nitor Drake & Hambleton, 1935
- Ulotingis nitoris Drake & Hambleton, 1935
- Ulotingis uniseriata (Drake, 1922)